# Castello di Croviana
Il castello di Croviana, o castello dei Pezzen, è il più significativo palazzo del comune di Croviana in provincia autonoma di Trento e risale al XVII secolo.

## Storia

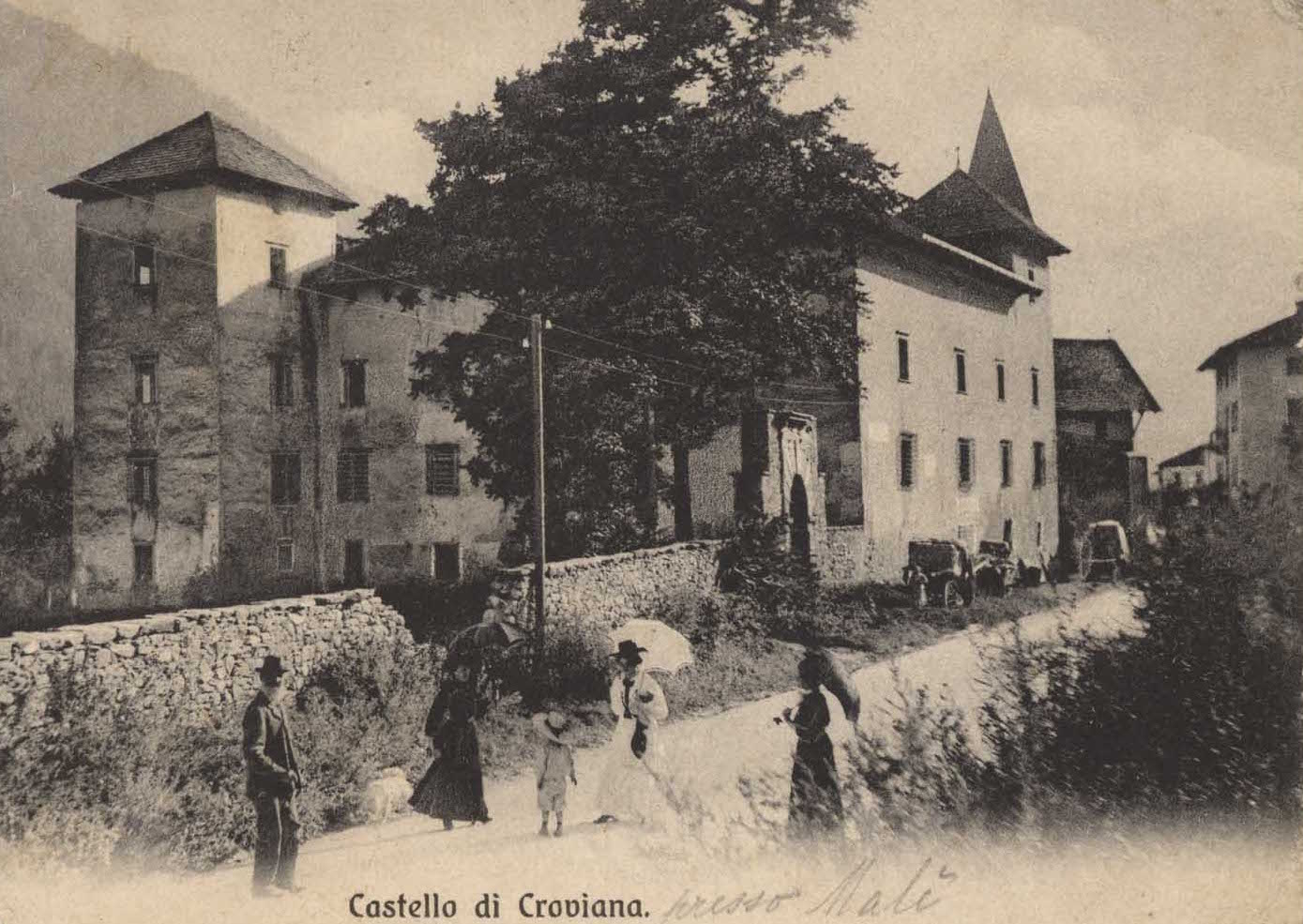
Castello di Croviana in una cartolina del 1911.

Costruito nel XVII secolo, fu residenza della famiglia Pezzen originaria di Gerola Alta nella Valle del Bitto (SO). In seguito passò ai conti Thun di Castel Bragher e poi ai Taddei de Salis da Tirano.
I Pezzen erano oriundi di Gerola Alta (un paese a pochi km da Morbegno, in Valtellina, alle falde settentrionali del Pizzo del Tre Signori, a circa 1.100 m. sul livello del mare).
L'antenato della stirpe, Bartolomeo, morto prima del 1472, arrivò in Val di Sole con l'ondata dei minatori richiamati dal bisogno di maestranze abili nell'estrazione del ferro durante il secolo xv. Il figlio Antonio, notaio, visse a Dimaro, allora centro attivo all'industria ferriera, ma poi, a causa di un processo per minacce e tentato omicidio ai danni di un certo Prando, si trasferì a Magras. Nel 1480 era capitano per i Cles a Revò, in seguito abito a Mezzana.
Antonio ebbe due figli: del minore, Taddeo, che ebbe a sua volta tre figli, rimangono tracce labili. Invece il primogenito, Bartolomeo, nel 1507 è già a Croviana, dove prende in affitto una casa da Michele Bilt, capitano di Castel Bragher, per aprirvi un'osteria. Nel 1530 è accolto nella vicinia di Croviana e nel 1536 viene eletto Regolano. Nei documenti viene chiamato "ser" pur senza essere nobile. Muore nel 1547.
I figli di Bartolomeo furono tre: Giovanni che ebbe solo una femmina, Luca di cui non si sa quasi nulla e Michele, notaio, che ebbe una decina di figli e per sé e per essi fabbricò a Croviana la grande casa, che passa con il nome di Castello, o palazzo dei Pezzen. Il figlio maggiore di Michele era Bartolomeo dottore in diritto, molto stimato come ambasciatore guidando difficili trattative diplomatiche in Transilvania e in Valacchia. Purtroppo morì ancor giovane, dopo aver accumulato onori e denaro. Nel 1594 ottenne il titolo di Conte Palatino e poco dopo divenne magnate di Ungheria. Ebbe la signoria di Spaur e Belfort, con la giurisdizione di Andalo e Molveno.
In acconto di onorari non percepiti, ottenne anche il titolo e le rendite dei castelli di Ulrichskirchen (Austria) e di Troppavia (Slesia). Non avendo discendenti, nel testamento scritto a Praga l'11 maggio 1605 lasciò le sue sostanze, oltre che alla moglie Eva, ai fratelli, e dispose legati per suffragi, beneficenza e opera pia.
Sul principio del secolo XVII la famiglia si stabilì a Praga. All'estinzione dei Pezzen (1616) il castello passò per eredità ai conti di Terlago, ai nobili So-meda, ai Calvi e ai Bevilacqua che tra il 1659 e il 1660 lo vendettero al conte Carlo Cipriano Thun, capostipite della linea di Croviana. Nello scorso secolo passò ai Taddei de Mauris, ai conti Salis di Tirano, ai Battaiola di Bolentina.
Il castello dei Pezzén, situato vicino alla chiesa di San Giorgio era una nobile residenza, con torre quadrata verso nord-est, torricella angolare, bel portale barocco, tracce di affreschi, salone. Si racconta un curioso episodio a proposito di una monumentale stufa nel castello, nella quale si nascosero per più giorni, complici benevoli i de Salis, noti patrioti lombardi e un volontario dei Corpi Franchi, dopo l'infelice combattimento di Malé (Italia) del 20 aprile 1848 ad opera dell'esercito imperiale... Nei sotterranei sarebbe nascosto un tesoro e sarebbero relegate le anime dei «castellani cattivi» trasformati in rospi.
Si narra inoltre che un lungo sotterraneo avrebbe messo in comunicazione il Castello dei Pezzen con le cantine della casa dei Mori (de Mauris), e proprio in quella galleria si sarebbe un giorno nascosto col cavallo uno dei de Mauris, ricercato dai gendarmi per chissà quale malefatta. Una donna però lo tradì e il fuggiasco venne arrestato e tradotto a Vienna per il processo. La madre del disgraziato riuscì a impietosire i giudici viennesi e a liberare suo figlio dietro pagamento di un forte riscatto in denaro.

## Descrizione
L'edificio è composto da una torre quadrata verso nord-est, torricelle angolari e un portale barocco. Sono presenti tracce di affreschi.
Il castello non è visitabile in quanto adibito ad abitazioni private.